# Kočerinovo
Kočerinovo (in bulgaro Кочериново?) è un comune bulgaro situato nel distretto di Kjustendil di 4 999 abitanti (dati 2009). La sede comunale è nella località omonima

## Località
Il comune è formato dall'insieme delle seguenti località:
- Barakovo
- Borovec
- Buranovo
- Dragodan
- Frološ
- Kočerinovo (sede comunale)
- Krumovo
- Mursalevo
- Porominovo
- Stob
- Cărvište